# Holland & Holland
Holland & Holland (Холланд и Холланд или Голланд и Голланд, Голланд-Голланд; сокращённо — Н&Н) — британская фирма, производитель охотничьего оружия с штаб-квартирой в Лондоне; одна из старейших и наиболее известных в своей области. Как в прошлом, так и в настоящее время специализируется на выпуске дорогостоящего штучного оружия и престижных охотничьих аксессуаров, а также боеприпасов. Имеет сертификат поставщика британского королевского двора (англ. Royal Warrant).

## История

### Основание
Оружейная фирма «H.Holland» была основана в 1835 году в Лондоне Гаррисом Холландом (англ. Harris Holland), который дал предприятию название по своей фамилии. Холланд, первоначально бывший, по-видимому, оптовым торговцем табаком, начал оружейный бизнес благодаря уговорам знакомых. Сам он был большим любителем оружия и охоты и неоднократно брал призы на соревнованиях по стрельбе. Самостоятельный выпуск охотничьих ружей фирма начала в 1851 году.
В 1867 году Холланд взял в партнёры своего племянника Генри Холланда, а когда в 1876 году отошёл от дел — оставил фирму в его управление. Название было изменено на «Холланд и Холланд», оставшееся по сей день.
В 1883 году фирма приняла участие в конкурсе на лучшую оружейную продукцию, организованном журналом «Филд», и победила во всех номинациях, обойдя несколько известнейших компаний. В этот период она выпускала около 600 ружей в год. Особую известность фирма приобрела благодаря выпуску крупнокалиберных штуцеров для охоты на африканскую и азиатскую дичь. В 1898 году компания приобрела статус акционерного общества с ограниченной ответственностью. На стволах её ружей с того времени появилось клеймо Holland & Holland Ltd, сохраняющееся и в настоящее время.

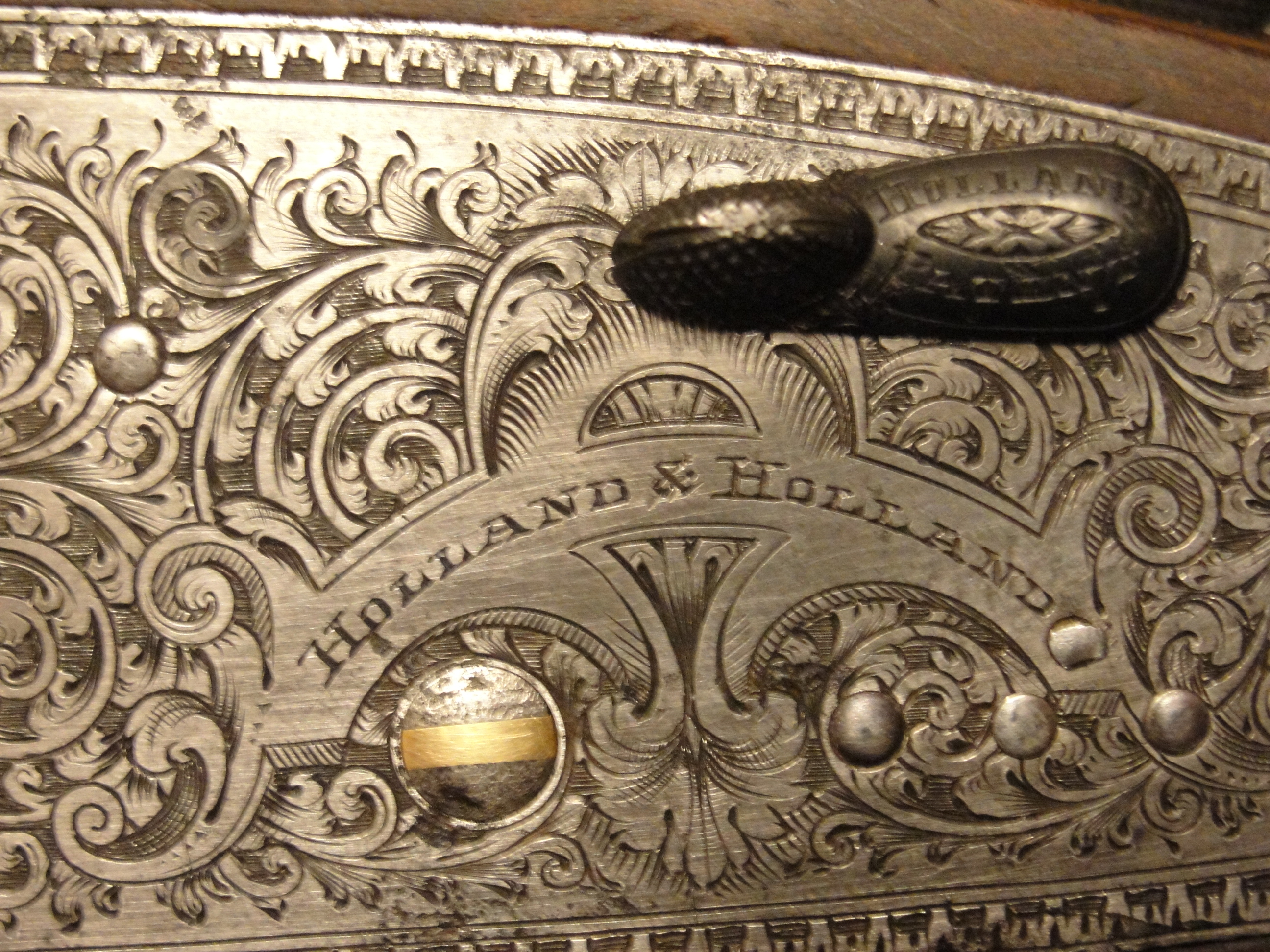
Фирменный знак «Холланд и Холланд» на колодке двуствольного ружья 12 калибра выпуска начала XX века

### Выход в поставщики королевских дворов
В конце XIX — первой половине XX века «Холланд & Холланд» являлась одним из ведущих производителей дорогих моделей охотничьего оружия. Фирме принадлежит целый ряд оригинальных конструкторских решений, сделанных в то время (например, «Холланд и Холланд» разработала отдельную категорию охотничьего оружия — ружья со сверловкой «парадокс»). Престиж фирмы возрос настолько, что «Холланд и Холланд» начали поступать заказы от монарших особ — так, её клиентами являлись члены британского королевского дома. Фирма вскоре стала поставщиком королевских дворов Европы — первый гарантийный документ, сертифицирующий её как поставщика монаршего двора, она получила от короля Италии в 1883 году (годом раньше он приобрёл и проверил на охоте 6 ружей «Холланд и Холланд»). Затем подобные сертификаты последовали от кронпринца Австро-Венгрии, а в 1902 году — от принца Уэльского, затем от королевских домов Испании и Португалии. В 1911 году король Георг V подтвердил полномочия фирмы поставлять охотничье оружие британскому двору. Клиентами «Холланд и Холланд» были также многие раджи Британской Индии.

### XX век и современность
После Второй мировой войны спрос на дорогостоящие престижные ружья в Великобритании значительно упал, но положение удалось исправить благодаря продажам в США, континентальную Европу и бывшую Британскую Индию. В 1957-89 годах фирма находилась в государственной собственности, но затем вновь перешла в частное владение.
В настоящее время фирма сохраняет свой статус поставщика эксклюзивного и престижного (и чрезвычайно дорогостоящего) оружия. Производство ружей в год исчисляется лишь несколькими десятками или сотнями единиц, но стоимость каждого ружья может достигать нескольких сотен тысяч долларов.
Фирма приобретает профильные компании, вкладывает средства в прибыльные отрасли иного профиля. «Холланд и Холланд» в 1990—2000-е годы начала открывать отделения за рубежом — в Париже (1994 г., закрылось в 2004 г., по-видимому, из-за сильной конкуренции), Нью-Йорке (1995 г.) и Москве (2008 г.).

## Продукция
Как в прошлом, так и в настоящее время оружие «Холланд и Холланд» считается предметом роскоши и престижа. Оно обладает своими индивидуальными внешними и конструктивными особенностями, хорошо известными специалистам.
К настоящему времени фирма произвела в целом около 25 тыс. единиц нарезного и гладкоствольного охотничьего оружия. Оружием «Холланд и Холланд» обладают многие представители европейских аристократических фамилий, прежде всего британских (среди них — герцог Эдинбургский Филипп и принц Уэльский Чарльз), а также многие известные политики и представители крупного бизнеса. Одно из самых знаменитых изделий фирмы — штуцер, с которым охотился президент США Теодор Рузвельт. Штуцер изготовлен в 1908 году и преподнесен ему в качестве подарка 56 известными американскими стрелками, охотниками и политиками. С ним Рузвельт провел своё первое сафари в Африке. Штуцер долго хранился в семье наследников президента, а в 1994 году был продан на аукционе за 550 тыс. долл.
Особо ценными считаются ружья, производимые компанией в честь различных юбилеев. К наиболее роскошным изделиям «Холланд и Холланд» относится оружие, изготовленное в честь юбилея британской королевы Елизаветы II. Изготовлено 25 магазинных винтовок, каждая из которых символизирует один год правления монарха, и две пары гладкоствольных ружей 12 и 20 калибров. Последние украшены гравюрами, на которых изображены памятные события, произошедшие за время правления королевы (традиционно коллекционные дробовые ружья «Голланд и Голланд» выпускаются парами — каждый экземпляр в паре ружей является копией второго).

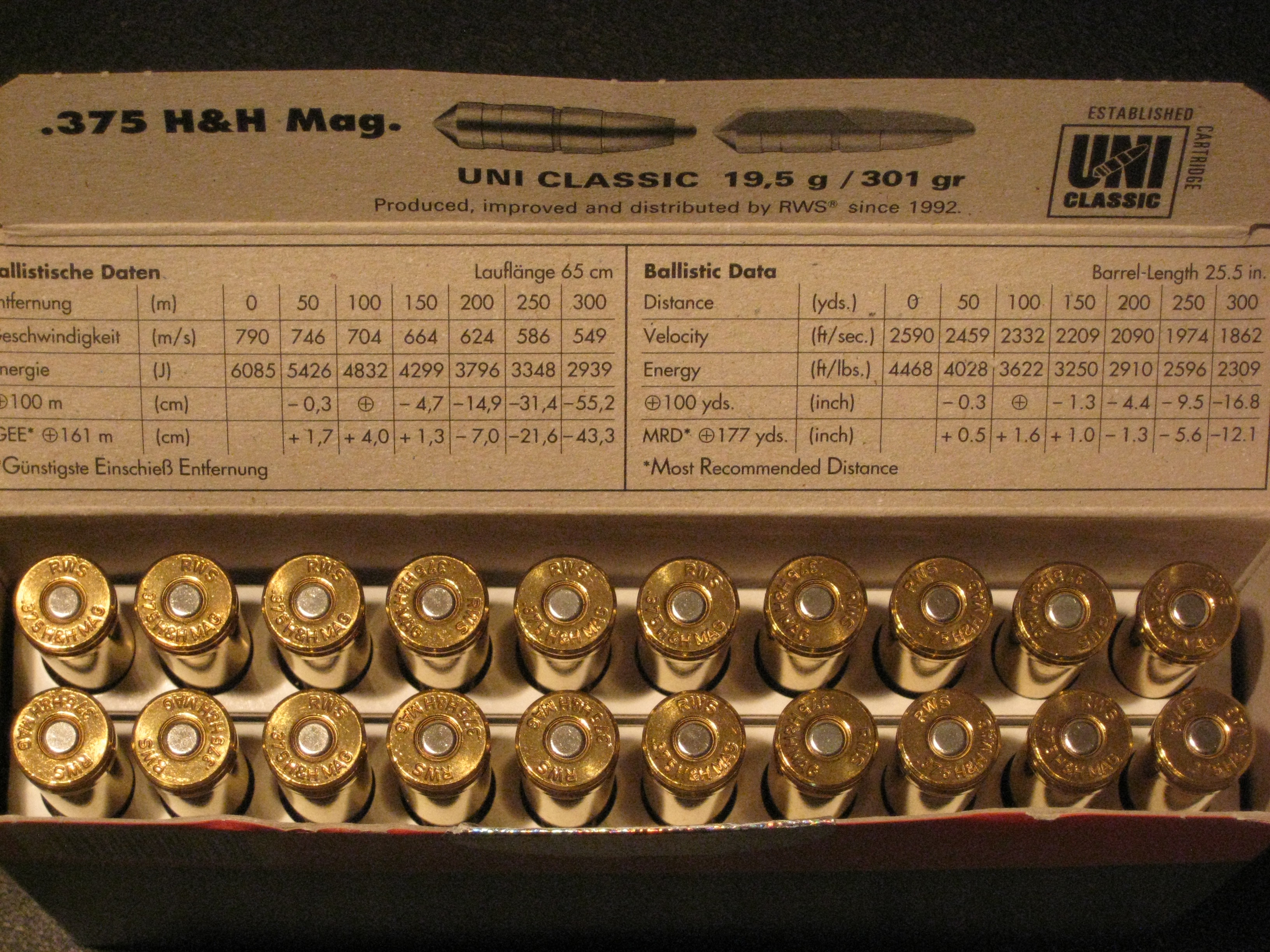
Патроны .375 Н&Н Magnum — один из наиболее популярных боеприпасов для охоты на крупную дичь

«Холланд и Холланд» известна не только как производитель охотничьго оружия, но и как разработчик патронов. Фирмой были разработаны и пущены в серийное производство около 15 патронов для нарезного охотничьего оружия (бо́льшая часть из них — крупнокалиберные боеприпасы для африканских сафари, рассчитанные на охоту на «большую пятёрку»). Некоторые из этих патронов получили чрезвычайно широкую популярность.
К наиболее известным патронам, разработанным и пущенным в серию фирмой «Холланд и Холланд», относятся:
- .375 Н&Н Magnum — возможно, наиболее популярный крупнокалиберный охотничий патрон в настоящее время[7]. Запущен в серийное производство в 1912 году.

- .375 Flanged Nitro Express — вариант патрона .375 Н&Н Magnum с фланцем, предназначенный для использования в штуцерах.

- .600 Nitro Express — сверхмощный патрон, предназначенный для охоты на слонов.

- .700 Nitro Express — самый мощный из всех современных серийных боеприпасов для гражданского оружия; создан в 1988 году.